# Lipsi
Lipsi je párový společenský tanec v 6/4 taktu, který byl provozován v Německé demokratické republice na přelomu padesátých a šedesátých let. U jeho zrodu stála snaha komunistického vedení vytvořit alternativu módních západních tanců jako twist, jitterbug a rock and roll, která by neodporovala zásadám socialistické morálky (zatímco dříve mravokárci brojili proti fyzickému kontaktu mezi tanečníky, v této době se považovalo za slušnější tančit „s držením“, protože to znemožňovalo různé extravagantní figury). Tanec vytvořil v roce 1959 v Lipsku hudební skladatel René Dubianski a pojmenoval ho podle latinského názvu města Lipsia. K popularizátorům lipsi patřili taneční mistři Christa a Helmut Seifertovi, zpěvačka Helga Brauerová a skladatel Kurt Henkel. Režim se snažil nový tanec propagovat v médiích, jeden z dobových šlágrů dokonce pojednával o Američanovi, který se při návštěvě Lipského veletrhu pro tuto socialistickou vymoženost tak nadchl, že už nic jiného tancovat nechtěl. Ve skutečnosti se však lipsi mezi mládeží neujalo a stalo se spíše terčem různých parodií, jako byla píseň Jana Vodňanského „Mohou-li psi tančit lipsi“.    